# Obština Pirdop
Obština Pirdop (bulharsky Община Пирдоп) je bulharská jednotka územní samosprávy v Sofijské oblasti. Leží v západním Bulharsku, ve Zlaticko-pirdopské kotlině, jedné ze Zabalkánských kotlin, na severních svazích Sredné gory a zčásti i na jižních svazích Staré planiny. Správním střediskem je město Pirdop, kromě něj zahrnuje obština jednu vesnici. Žije zde přes 7 tisíc stálých obyvatel.

## Sídla
- Dušanci[p 1]
- Pirdop[p 2] (sídlo správy)

## Sousední obštiny
| Růžice kompasu |         | Teteven        | Anton       | Růžice kompasu |
| Růžice kompasu | Zlatica | Sever          |             | Růžice kompasu |
| Růžice kompasu | Zlatica | Obština Pirdop |             | Růžice kompasu |
| Růžice kompasu | Zlatica | Jih            |             | Růžice kompasu |
| Růžice kompasu |         | Panagjurište   | Koprivštica | Růžice kompasu |

## Obyvatelstvo
V obštině žije 7 361 stálých obyvatel a včetně přechodně hlášených obyvatel 8 437. Podle sčítáni 1. února 2011 bylo národnostní složení následující:
- Bulhaři: 7 330 (95.6 %)
- Romové: 254 (3.3 %)
- Turci: 65 (0.8 %)
- ostatní: 18 (0.2 %)